# Биэллиптическая переходная орбита
Биэллиптическая переходная орбита — в космонавтике и аэрокосмической технике орбита манёвра, при котором космический аппарат переходит с одной орбиты на другую. В некоторых случаях биэллиптический переход требует меньшей характеристической скорости дельта-v, чем перелёт по гомановскому эллипсу.
Биэллиптическая орбита состоит из двух половин эллиптических орбит. Сначала космическому аппарату, находящемуся на начальной орбите, придаётся определённая дельта-v для перехода на первую часть биэллиптической орбиты с апоцентром в некоторой точке на расстоянии {\displaystyle r_{b}} от центрального тела. В этой точке аппарату также придаётся некоторая дельта-v для перехода на второй участок биэллиптической орбиты с перицентром на расстоянии, равном радиусу итоговой желаемой орбиты. В точке перицентра в третий раз аппарату придаётся некоторая дельта-v, в результате аппарат переходит на требуемую орбиту.
Биэллиптические перелёты обычно требуют больше топлива и времени, чем гомановские, но некоторые биэллиптические траектории требуют меньшей суммарной дельта-v, чем гомановская траектория, в случае отношения больших полуосей конечной и начальной траектории, превышающего 11,94, в зависимости от большой полуоси промежуточной орбиты.
Идея биэллиптической переходной орбиты была впервые представлена в статье Ари Штернфельда в 1934 году.

## Вычисления

### Дельта-v

Биэллиптическая траектория перехода с низкой круговой орбиты (тёмно-синий цвет) на более высокую круговую орбиту (красный цвет)

Три значения изменения скорости можно получить непосредственно из интеграла энергий,
{\displaystyle v^{2}=\mu \left({\frac {2}{r}}-{\frac {1}{a}}\right),}
где
{\displaystyle v} — скорость аппарата на орбите,
{\displaystyle \mu =GM} — гравитационный параметр притягивающего тела,
{\displaystyle r} — расстояние от притягивающего центра до тела на орбите,
{\displaystyle a} — большая полуось орбиты тела.
В рассматриваемой задаче
{\displaystyle r_{1}} — радиус начальной круговой орбиты,
{\displaystyle r_{2}} — радиус конечной круговой орбиты,
{\displaystyle r_{b}} — радиус общего апоцентра двух эллиптических участков переходной орбиты, свободный параметр манёвра,
{\displaystyle a_{1}} и {\displaystyle a_{2}} равны большим полуосям эллиптических участков переходной орбиты, задаются равенствами
{\displaystyle a_{1}={\frac {r_{1}+r_{b}}{2}},}
{\displaystyle a_{2}={\frac {r_{2}+r_{b}}{2}}.}
При старте с начальной круговой орбиты радиуса {\displaystyle r_{1}} (тёмно-синяя окружность на рисунке), добавление скорости по направлению движения (вектор в положении 1 на рисунке) переводит космический аппарат на первый эллиптический участок орбиты перехода (бирюзовая линия). Величина необходимой дельта-v равна
{\displaystyle \Delta v_{1}={\sqrt {{\frac {2\mu }{r_{1}}}-{\frac {\mu }{a_{1}}}}}-{\sqrt {\frac {\mu }{r_{1}}}}.}
Когда апоцентр первого эллиптического участка достигается на расстоянии {\displaystyle r_{b}}, аппарату второй раз придаётся дополнительная скорость по направлению движения (вектор в положении 2 на рисунке), в результате на новой эллиптической орбите (оранжевая кривая) перицентр находится в точке касания итоговой круговой орбиты. Величина требуемой для перехода на эту часть переходной орбиты равна
{\displaystyle \Delta v_{2}={\sqrt {{\frac {2\mu }{r_{b}}}-{\frac {\mu }{a_{2}}}}}-{\sqrt {{\frac {2\mu }{r_{b}}}-{\frac {\mu }{a_{1}}}}}.}
Наконец, когда достагется финальная круговая орбита радиуса {\displaystyle r_{2}}, аппарату придаётся вектор скорости против движения по орбите (вектор в положении 3 на рисунке) для перехода на итоговую круговую орбиту (красная окружность). Финальная добавка скорости равна
{\displaystyle \Delta v_{3}={\sqrt {{\frac {2\mu }{r_{2}}}-{\frac {\mu }{a_{2}}}}}-{\sqrt {\frac {\mu }{r_{2}}}}.}
Если {\displaystyle r_{b}=r_{2}}, то манёвр преобразуется в гомановскую траекторию (в этом случае {\displaystyle \Delta v_{3}} равно нулю). Следовательно, биэллиптическая орбита представляет более общий тип траектории, чем гомановская.
Максимальная экономия в смысле добавочной скорости может быть вычислена в предположении {\displaystyle r_{b}=\infty }, тогда полное значение {\displaystyle \Delta v} принимает вид {\displaystyle {\sqrt {\mu /r_{1}}}\left({\sqrt {2}}-1\right)\left(1+{\sqrt {r_{1}/r_{2}}}\right)}.
В таком случае переход называется бипараболическим, поскольку оба участка траектории являются не эллипсами, а параболами. Время перелёта также стремится к бесконечности.

### Время перелёта
Как и в случае гомановского перелёта, обе части траектории, используемой в биэллиптическом перелёте, являются в точности половинами эллипсов. Это означает, что время, необходимое для преодоления каждой фазы перехода, является половиной орбитального периода для каждого эллипса.
Используем уравнение для орбитального периода и указанные выше обозначения:
{\displaystyle T=2\pi {\sqrt {\frac {a^{3}}{\mu }}}.}
Полное время перелёта {\displaystyle t} является суммой промежутков времени для каждой из половин эллипсов, следовательно
{\displaystyle t_{1}=\pi {\sqrt {\frac {a_{1}^{3}}{\mu }}},\quad \quad t_{2}=\pi {\sqrt {\frac {a_{2}^{3}}{\mu }}}.}
Итоговый интервал времени:
{\displaystyle t=t_{1}+t_{2}.}

## Сравнение с гомановской траекторией

### Дельта-v

Дельта-v, необходимая для гомановской (чёрная кривая) и биэллиптической траекторий (цветные кривые) между двумя круговыми орбитами как функция отношения их радиусов.

Рисунок показывает полное значение {\displaystyle \Delta v}, требуемое для перехода с круговой орбиты радиуса {\displaystyle r_{1}} на другую круговую орбиту радиуса {\displaystyle r_{2}}. Величина {\displaystyle \Delta v} нормирована на орбитальную скорость начальной орбиты, {\displaystyle v_{1}} и представлена в виде функции отношения радиусов конечной и начальной орбиты {\displaystyle R\equiv r_{2}/r_{1}}; таким образом, сопоставление величин является общим, не зависящим от {\displaystyle r_{1}} и {\displaystyle r_{2}} по отдельности, а только от их отношения.
Чёрная кривая показывает значение {\displaystyle \Delta v} для гомановской траектории, цветные кривые соответствуют биэллиптическим траекториям с различными значениями параметра {\displaystyle \alpha \equiv r_{b}/r_{1}}, определённого как расстояние апоцентра {\displaystyle r_{b}} биэллиптической орбиты, делённое на радиус начальной орбиты, и указанного рядом с кривыми. На врезке крупным планом показана область, где кривые для биэллиптических траекторий пересекают кривую для гомановской орбиты первый раз.
Можно заметить, что гомановский перелёт является более эффективным при отношении радиусов {\displaystyle R} меньшем 11,94. С другой стороны, если радиус итоговой орбиты более чем в 15,58 раз превышает радиус начальной орбиты, то любой биэллиптический переход вне зависимости от апоцентрического расстояния (оно должно всё же превышать радиус итоговой орбиты) требует меньшую {\displaystyle \Delta v} чем гомановская траектория. В области от 11,94 до 15,58 эффективность той или иной орбиты зависит от апоцентрического расстояния {\displaystyle r_{b}}. Для заданного {\displaystyle R} в этом диапазоне существует значение {\displaystyle r_{b}}, выше которого предпочтительна биэллиптическая траектория и ниже которого предпочтительна гомановская траектория. В следующей таблице указаны значения {\displaystyle \alpha \equiv r_{b}/r_{1}} для некоторых случаев.
| Отношение радиусов орбит, {\displaystyle r_{2}/r_{1}} | Минимум {\displaystyle \alpha \equiv r_{b}/r_{1}} | Комментарий                            |
| ----------------------------------------------------- | ------------------------------------------------- | -------------------------------------- |
| 0 — 11,94                                             | -                                                 | Гомановский перелёт лучше              |
| 11,94                                                 | {\displaystyle \infty }                           | Бипараболическая траектория            |
| 12                                                    | 815,81                                            |                                        |
| 13                                                    | 48,90                                             |                                        |
| 14                                                    | 26.10                                             |                                        |
| 15                                                    | 18,19                                             |                                        |
| 15,58                                                 | 15,58                                             |                                        |
| более 15,58                                           | более {\displaystyle r_{2}/r_{1}}                 | Любая биэллиптическая траектория лучше |

### Время перелёта
Длительное время перелёта по биэллиптической орбите
{\displaystyle t=\pi {\sqrt {\frac {a_{1}^{3}}{\mu }}}+\pi {\sqrt {\frac {a_{2}^{3}}{\mu }}}}
является существенным недостатком такого орбитального манёвра. В случае бипараболической траектории время перелёта становится бесконечным.
Гомановский перелёт обычно требует меньше времени, поскольку движение происходит только по половине эллипса переходной орбиты:
{\displaystyle t=\pi {\sqrt {\frac {a^{3}}{\mu }}}.}

## Пример
Для перехода с низкой круговой орбиты радиуса r0 = 6700 км вокруг Земли на новую круговую орбиту радиуса r1 = 93 800 км при использовании гомановской траектории потребуется Δv, равное 2825,02 + 1308,70 = 4133;72 м/с. Поскольку r1 = 14r0 > 11,94r0, то биэллиптическая траектория позволит затратить меньшую Δv. Если космическому аппарату сначала придать дополнительную скорость 3061,04 м/с, переведя таким образом на эллиптическую орбиту с апогеем при r2 = 40r0 = 268 000 км, а затем в апогее придать ещё 608,825 м/с для достижения новой орбиты с перигеем на расстоянии r1 = 93 800 км, и в конце манёвра в перицентре второго участка переходной орбиты уменьшить скорость на 447,662 м/с, переведя аппарат на итоговую орбиту, то полное значение Δv будет равно 4117,53 м/с, что на 16,19 м/с (0,4 %) меньше, чем при гомановской траектории.
Уменьшение значения Δv можно усилить при увеличении промежуточного апогея, увеличив при этом время перелёта. Например, при апогее 75,8r0 = 507 688 км (в 1,3 раза превышает среднее расстояние от Земли до Луны) уменьшение Δv относительно гомановской траектории составит 1 %, но перелёт займёт 17 суток. В случае крайне большого расстояния в апоцентре, 1757r0 = 11 770 000 км (в 30 раз превышает среднее расстояние от Земли до Луны) экономия составит 2 % по сравнению с гомановской орбитой, но перелёт займёт 4,5 года (без учёта гравитационных возмущений от других тел Солнечной системы). Для сравнения, перелёт по гомановской траектории займёт 15 часов 34 минуты.
| Тип                      | Траектория Гомана | Биэллиптическая траектория | Биэллиптическая траектория | Биэллиптическая траектория | Биэллиптическая траектория |
| ------------------------ | ----------------- | -------------------------- | -------------------------- | -------------------------- | -------------------------- |
| Апогей, км               | 93 800            | 268 000                    | 507 688                    | 11 770 000                 | ∞                          |
| Добавка скорости 1 (м/с) | 2825,02           | 3061,04                    | 3123,62                    | 3191,79                    | 3194,89                    |
| Добавка скорости 2 (м/с) | 1308,70           | 608,825                    | 351,836                    | 16,9336                    | 0                          |
| Добавка скорости 3 (м/с) | 0                 | −447,662                   | −616,926                   | −842,322                   | −853,870                   |
| Суммарное значение (м/с) | 4133,72           | 4117,53                    | 4092,38                    | 4051,04                    | 4048,76                    |
| Отношение                | 100 %             | 99,6 %                     | 99,0 %                     | 98,0 %                     | 97,94 %                    |

- Δv направлено в сторону движения
- (отрицательное значение) Δv направлено против движения

На биэллиптической орбите большая часть Δv передаётся в первый момент, что вносит большой вклад в орбитальную энергию тела.